# Artieda
Artieda – gmina w Hiszpanii, w prowincji Saragossa, w Aragonii, o powierzchni 13,57 km². W 2011 roku gmina liczyła 90 mieszkańców.